# Hrușivska Huta, Berezne
Hrușivska Huta (în ucraineană Грушівська Гута) este un sat în comuna Hrușivka din raionul Berezne, regiunea Rivne, Ucraina.

## Demografie
Componența lingvistică a localității Hrușivska Huta
     Ucraineană (98,46%)
     Rusă (1,54%)
Conform recensământului din 2001, majoritatea populației localității Hrușivska Huta era vorbitoare de ucraineană (98,46%), existând în minoritate și vorbitori de rusă (1,54%).